# Merle Travis
Merle Travis (* 29. November 1917 in Rosewood, Kentucky; † 20. Oktober 1983 in Tahlequah, Oklahoma) war ein US-amerikanischer Country-Musiker, -Sänger und Songwriter.

## Anfänge
Merle Travis wuchs in ärmlichen Verhältnissen im vom Bergbau geprägten Muhlenberg County auf. Von lokalen Musikern (unter ihnen Ike Everly, der Vater der Everly Brothers) übernahm er eine zur damaligen Zeit unter weißen Musikern wenig verbreitete Gitarrenspielweise: das Finger-Picking. Bekannte Vertreter waren Blues- oder Ragtime-Gitarristen wie Blind Blake, Blind Willie McTell oder  Mississippi John Hurt. Das besondere Merkmal des Finger-Picking ist es, mit dem Daumen der Zupfhand eine Bassfigur (entweder einen Wechselbass oder Walking Bass) – auch mit Anschlagen zweier Seiten auf einmal – zu spielen, während Zeigefinger, Mittelfinger und manchmal auch der Ringfinger die drei höheren Saiten des Instruments anschlagen und in der Regel die eigentliche Melodie spielen. Er popularisierte den ursprünglich von Afroamerikanern in die Musik eingebrachten Stil und machte ihn sich zu eigen, indem er ihn auf die Country-Musik übertrug. Diese Spielweise wird auch als Travis-Picking bezeichnet. Die Gitarre wurde dadurch in der Country-Musik von einem Rhythmus- zu einem Melodie-Instrument aufgewertet und konnte – als Lead-Gitarre – eine führende Rolle übernehmen. Er wurde so zum großen Vorbild von Chet Atkins, der seinerseits das Finger-Picking weiterentwickelte.
Sein hohes technisches Können sprach sich schnell herum, und Travis wurde zu einem gefragten Gitarristen. Nach Gastspielen in verschiedenen lokalen Bands wurde er 1938 Mitglied der in Cincinnati beheimateten Drifting Pioneers. Gelegentlich spielte er mit Grandpa Jones und den Delmore Brothers in einem Gospel-Quartett mit dem Namen Browns Ferry Four. In dieser Zeit wurden auch gemeinsam mit Grandpa Jones die ersten Singles eingespielt. Der Beginn des Zweiten Weltkriegs unterbrach zunächst seine Karriere – Merle Travis wurde zur Marine eingezogen.

## Karriere
Nach Ende seines Militärdienstes zog Travis 1946 nach Los Angeles, wo er schnell zu einem gefragten Sessionmusiker wurde. Für das Capitol Label nahm er ab 1946 mehrere erfolgreiche Singles auf, wie Divorce Me C.O.D.; der Song wurde ein Nummer-eins-Hit in den Country-Charts. Gleichzeitig übernahm er kleinere Filmrollen. Auch als Songwriter war er ausgesprochen talentiert. 1947 schrieb er die Klassiker Sixteen Tons und Dark As A Dungeon, die das harte Leben der Bergleute Kentuckys beschrieben. Im gleichen Jahr schrieb er gemeinsam mit seinem Freund Tex Williams Smoke! Smoke! Smoke!, das dieser zum Top-Hit machte.
Merle Travis war einer der ersten Country-Stars, der eine Elektrogitarre einsetzte. Die im Jahr 1948 erschienene Bigsby Gitarre, die Merle Travis zusammen mit dem Techniker Paul Bigsby entwickelte, war eine der weltersten E-Gitarren mit Massivholzkorpus. Musiker aus dem nahegelegenen Bakersfield folgten bald seinem Beispiel und entwickelten so den Bakersfield Sound. Auch als Schauspieler war er weiterhin aktiv. 1953 übernahm er eine Nebenrolle in Verdammt in alle Ewigkeit und spielte und sang in diesem Film den Reenlistment Blues. Neben Johnny Cash spielte er 1961 in Noch fünf Minuten zu leben.
Obwohl er nicht mehr in den Hitparaden vertreten war, befand sich Travis auf dem Höhepunkt seiner Karriere. Er galt als bester und einflussreichster Gitarrist der Country-Musik und wirkte bei zahlreichen Aufnahmesessions mit. Viele große Musiker betrachteten ihn als Vorbild. Sein Privatleben verlief turbulent. In betrunkenem Zustand hatte er einige Male Zusammenstöße mit der Polizei. Mehrere Ehen scheiterten. Erst seine Heirat mit der Ex-Frau seines Freundes Hank Thompson vermochte das Leben des mittlerweile fast Sechzigjährigen in geordnete Bahnen zu lenken.
Ein letzter Erfolg gelang 1974 mit dem gemeinsam mit Chet Atkins produzierten Album Atkins-Travis Travelin Show, das im Jahr darauf mit einem Grammy ausgezeichnet wurde. 1977 wurde er in die Country Music Hall of Fame aufgenommen. Merle Travis starb an einem Herzanfall am 20. Oktober 1983 in Tahlequah, Oklahoma in Cherokee Country.

## Diskografie (Alben)
- 1947 – Folk Songs of the Hills (Capitol)
- 1956 – The Merle Travis Guitar (Capitol)
- 1957 – Back Home (Capitol)
- 1960 – Walking the Strings (Capitol)
- 1963 – Songs of the Coal Mines (Capitol)